# キツリフネ
キツリフネ（黄釣船、学名: Impatiens noli-tangere）は、ツリフネソウ科ツリフネソウ属の一年草である。
リンネの『植物の種』(1753年) で記載された植物の一つである。

## 分布
ユーラシア・北米大陸に広く分布する。基準標本はヨーロッパとカナダのもの。
日本では北海道・本州・四国・九州の低山から山地にかけて分布し、水辺などのやや湿った薄暗い場所に自生する。ツリフネソウの分布域と類似するため、ともに群生していることも多い。

## 特徴
草丈は40-80 cmほどに生長する。葉は鋸歯（縁がギザギザになる）で、楕円形から広披針形、ツリフネソウより楕円形に近い傾向がある。
花期は夏から秋（山地では 8月頃から、低地では9-10月）。葉の下から細長い花序が伸び、その先に3-4 cmほどの横長で黄色い花が釣り下がるように咲く。花弁状の萼と唇形の花びらをもち、距が長く筒状になっている。そのツリフネソウに似るが黄色い花が名前の由来になっている。
なお、その黄色い花と、後ろに伸びる距の先が巻かずに垂れること、また他のツリフネソウ属と同様に花が葉の下に咲くところが、ツリフネソウとの明確な相違点である。
大きく奥行きのある花がたくさん咲くので、主にクマバチなど大型のハナバチや、ツリアブ類などが好んで集まり、花に潜り込んで蜜を集める様子が観察される。
果実が熟すと、ホウセンカなどと同様に弾けて種子が飛び散るように拡がる。種小名の noli-tangere は「触るな」の意味で、果実に触るとはじけることに由来している。

## 種の保全状況評価
日本の各都道府県で、以下のレッドリストの指定を受けている。環境省としての、レッドリストの指定はない。
- 絶滅危惧I類 - 佐賀県、長崎県
- 危急種 - 千葉県

## 品種
- ウスキツリフネ（Impatiens noli-tangere L. f. pallida Hermann.） - 白に微かな黄色を帯びる花のもの[4]。

## 関連画像

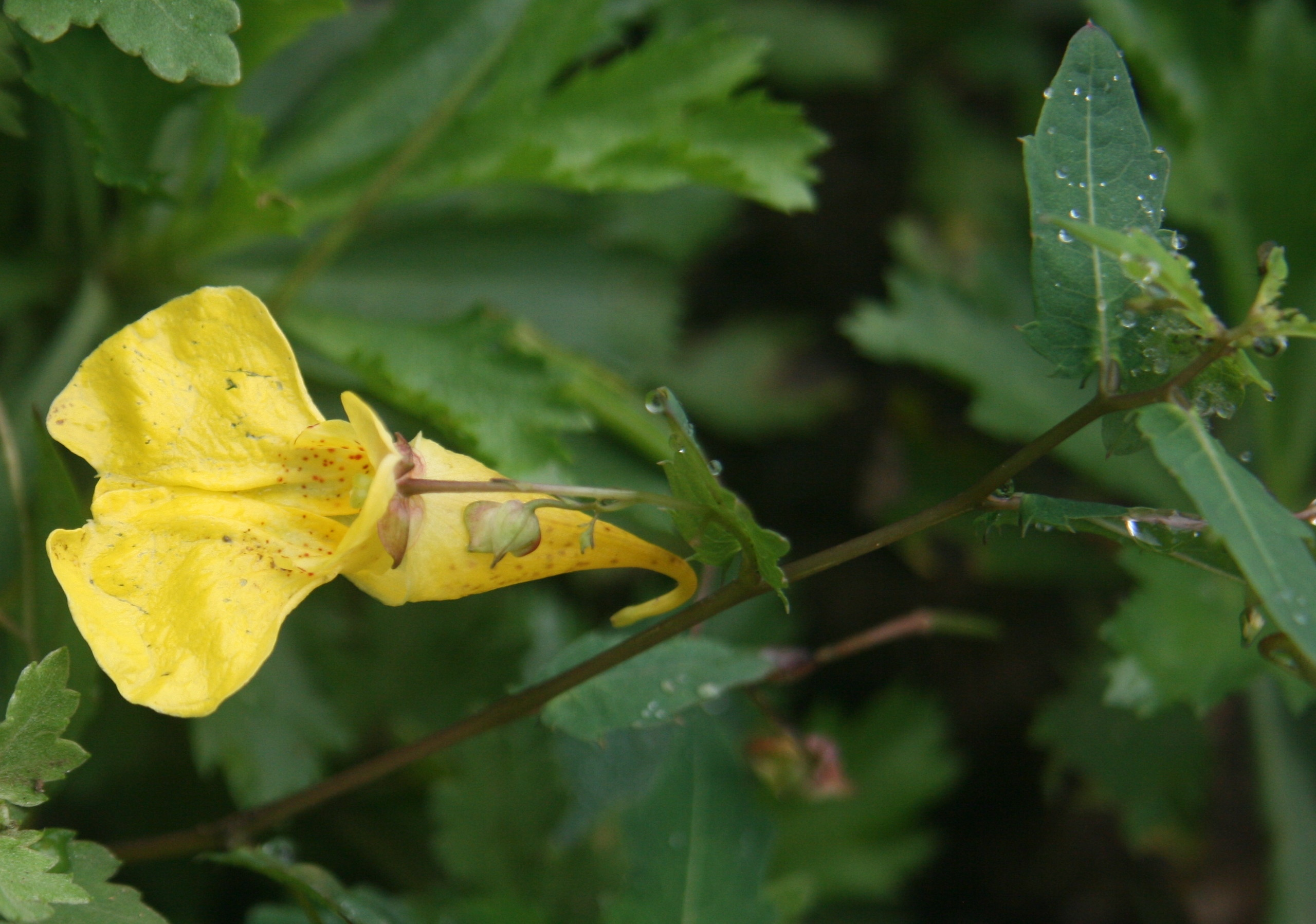
2011年8月・伊吹山
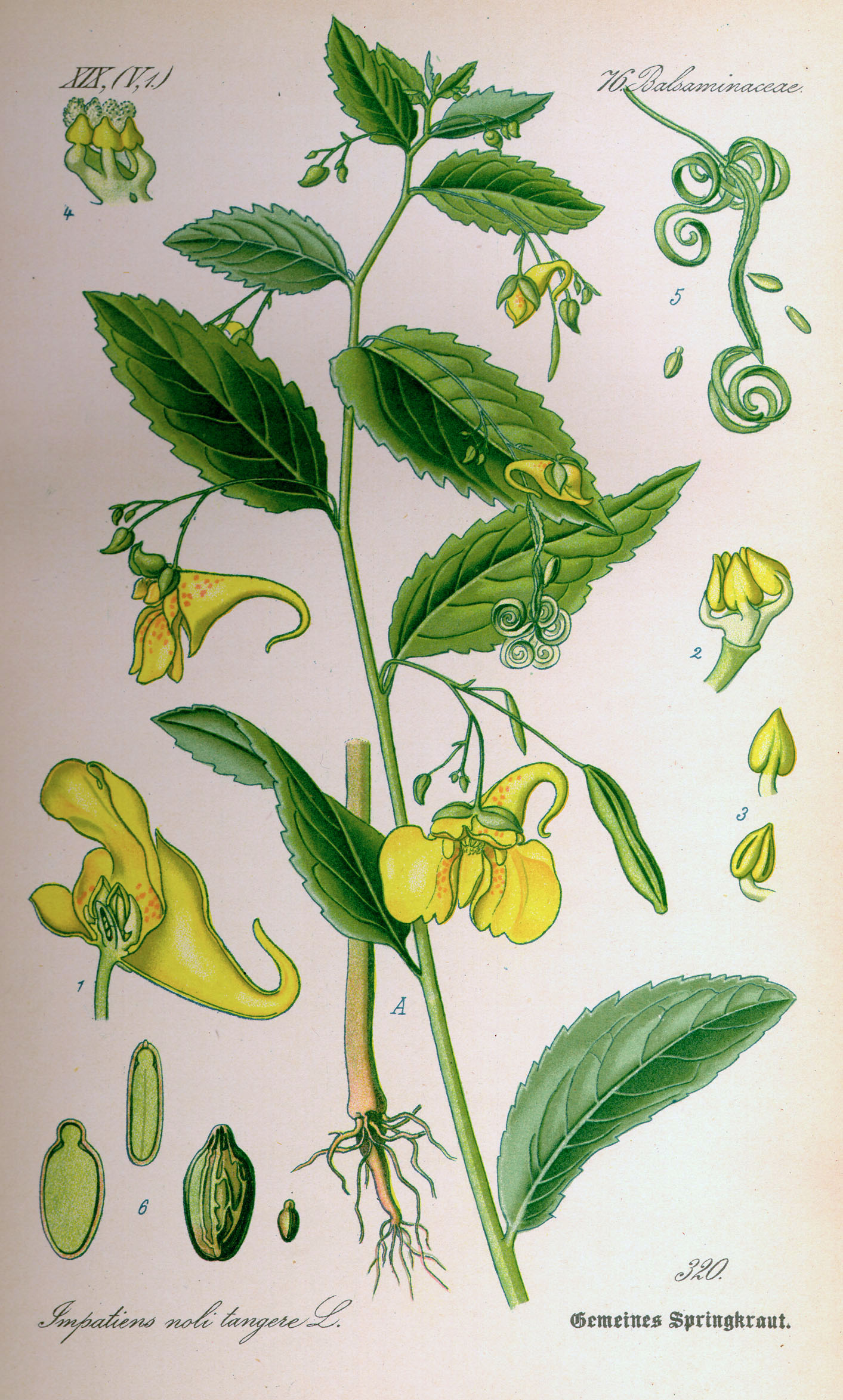
スケッチ
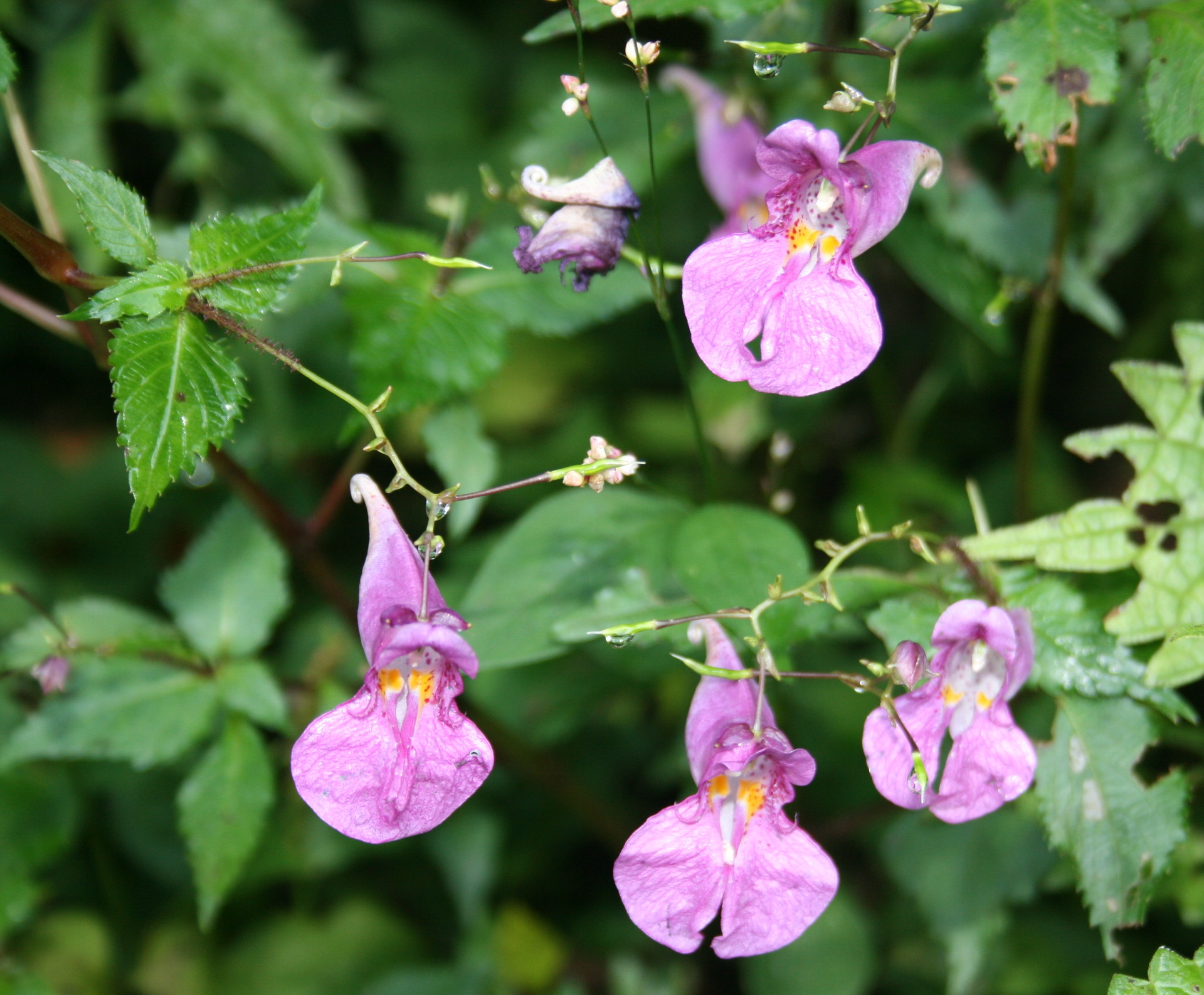
近縁種のツリフネソウ